# 埃莱娜·维维亚尼
埃莱娜·维维亚尼（義大利語：Elena Viviani，1992年10月10日—），意大利女子短道速度滑冰运动员。她曾代表意大利参加2014年冬季奥林匹克运动会短道速度滑冰比赛，获得女子3000米接力铜牌。